# قصر تافيلالت
قصر تافيلالت، هو أحدث القصور في منطقة وادي مزاب. ويعتبر مدينة بيئية في جنوب ولاية غرداية بالجزائر.

## الإنشاء
بُني قصر تافيلالت بولاية غرداية بالجزائر سنة 1997 ويمتد هذا الفضاء المعماري النموذجي فوق هضبة صخرية  على مساحة 22 هكتار، تطل على مدينة بني يزقن وهو عبارة عن مشروع سكني متكون من ألف و50 مسكن متلاصق ومتناسق في الشكل واللون وبنفس الارتفاع لا يزيد عن 7,6 أمتار، حيث صبغت كل البيوت بنفس ألوان الطبيعة الصحراوية وهي مزيج من الأصفر والأبيض المناسب لدرجات الحرارة العالية في المنطقة، وقد تم تزويده بكل ما يحتاجه من مرافق تسهل الحياة اليومية لقاطنيه. وهو مبني على الطراز المزابي القديم والمتوارث منذ أجيال أما مدخل القصر فهو باب عظيم من الخشب يؤدي إلى شوارع متشابكة ضيقة بحيث تكسر العواصف الرملية، وتوفر الظل للمارة خلال أيام الصيف الصحراوي الحار جدا.

## التاريخ

أحد شوارع قصر تافيلالت

القصور عند بني مزاب هي عبارة عن قرى وأحياء تحيط بها أسوار كما اعتاد على بنائها سكان سهل ميزاب المصنف ضمن التراث العالمي لمنظمة الأمم المتحدة للثقافة والتربية والعلوم (اليونيسكو).

## المرافق والقوانين
يمتاز المجتمع الميزابي بالتعاون التضامن فيما بينه متبعا التعاليم الإسلامية وفق المذهب الاباضي.
ولعبت هذه القيم المعروفة عندهم في تسيير أمور القصر حيث يجب على كل أسرة أن تتكفل بنظافة الحي الذي تقطن فيه مطبقة مبدأ المداولة بين الأسر، وتجتمع جميعها في صيانة الأماكن العامة والساحات الخضراء.
وبحكم وجود واحات تكون بجوار القصور المزابية، عوضت هذه الأخيرة بحديقة كبيرة يفرض على كل ساكن في القصر غرس ثلاث أشجار فيها، نخلة وشجرة مثمرة وشجرة للزينة، وعليه أن يسقيها ويحافظ عليها وفق معايير الزراعة البيولوجية دون استخدام سمادات أو مبيدات كيميائية. كما تتوفر الحديقة على مكان للحيوانات مثل الماعز والجمل وبعض الطيور والقردة والتي يتم اطعامها من الفضلات العضوية لسكان القصر. كما تساهم الحديقة كذلك في تنمية الثقافة البيئية لدى شباب المنطقة.

## الجوائز
تحصل قصر تافيلالت على جائزة المسابقة الدولية تحت اسم ” الأحياء النموذجية المستدامة” بتصويت من متصفحي الانترنيت التي نظمت بمراكش (المغرب).
وتحصل القصر على هذا الإستحقاق بعد الطبعة الأولى من مسابقة جوائز  “المدينة الخضراء” التي نظمت من قبل  شبكة البناء 21 التي تناضل من أجل ترقية البناءات والأحياء المبتكرة والمستدامة بمناسبة الدورة ألـ 22 لمؤتمر الأطراف حول تغير المناخ  (كوب 22) بمراكش.
كما صُنف القصر كذلك في المرتبة الثانية “للجائزة الكبرى للحي المستدام  النموذجي” من قبل هيئة تحكيم موضوعاتية عالمية التي اعتبرته نموذجا يحتذى به بتجسيده لمفهوم  الإدارة الايكولوجية والمحافظة على البيئة.

## وصلات خارجية
- الموقع الرسمي لقصر تافيلالت
- جريدة الشروق الجزائرية: إنجاز استقطب اهتمام الأمريكان ووصفها الغربيون بـالمدينة الفاضلة
- قصر تافيلالت